# Mansuphantes parmatus
Mansuphantes parmatus är en spindelart som först beskrevs av Andrei V. Tanasevitch 1990.  Mansuphantes parmatus ingår i släktet Mansuphantes och familjen täckvävarspindlar. Inga underarter finns listade i Catalogue of Life.